# Hôtel-Dieu (Carpentras)
Der Hôtel-Dieu in Carpentras ist eines der ältesten Krankenhäuser in der ehemaligen Hauptstadt des Comtat Venaissin. Es ist nicht das erste in Carpentras, aber das größte, vor der Schaffung eines modernen Krankenhauses 2002. Das 1750 bis 1751 auf Bestellung des Bischofs von Carpentras Joseph-Dominique d’Inguimbert und nach Plänen von Antoine d’Allemand errichtete Bauwerk gehört zu den Monuments historiques in Frankreich.
In der Kapelle des Hôtel-Dieu befindet sich das Grabmal das Stifters d’Inguimbert.
Berühmt ist die im originalen Zustand des 18. Jahrhunderts erhaltene Spitalapotheke des Krankenhauses.

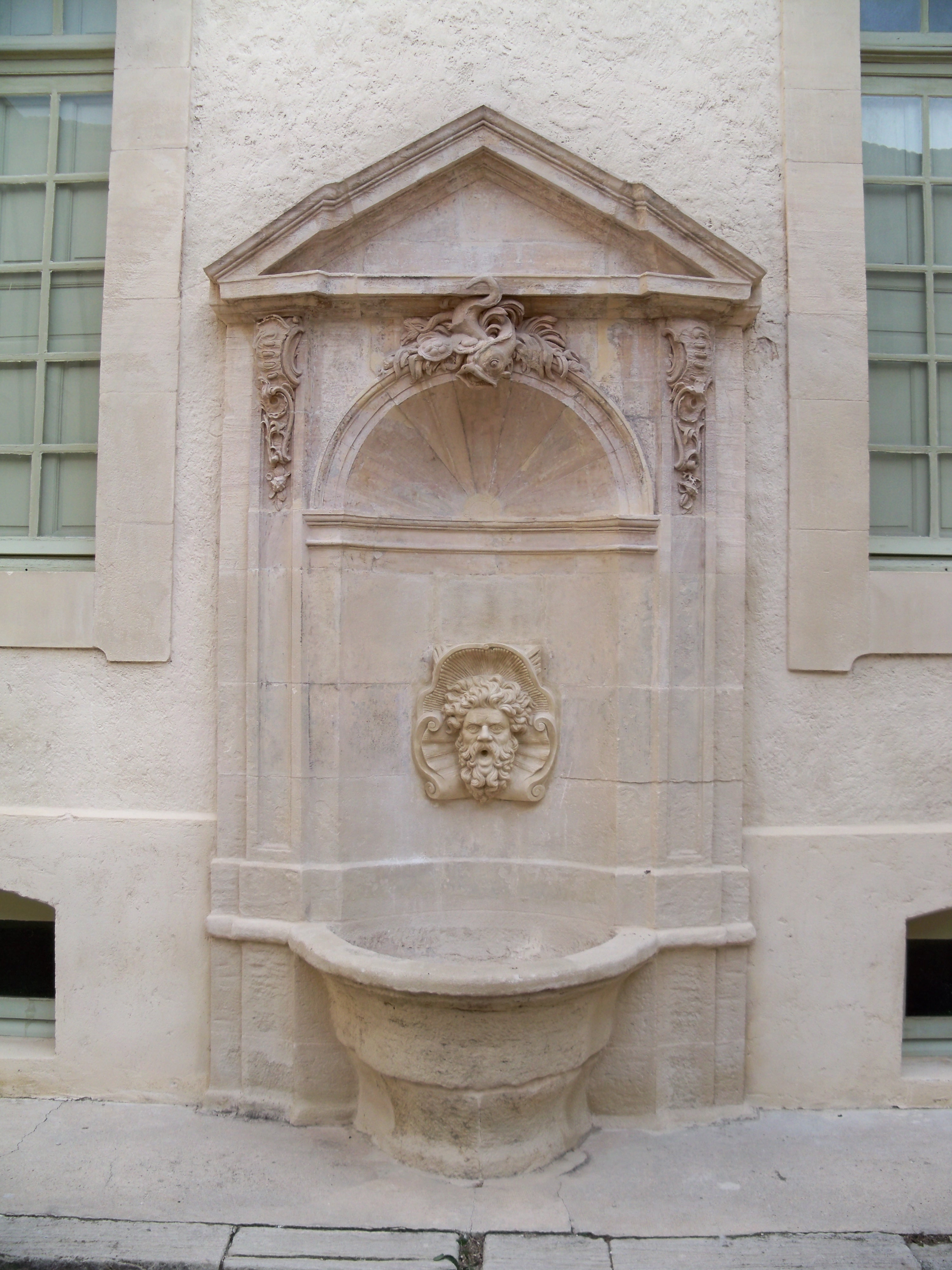
Brunnen im Hof
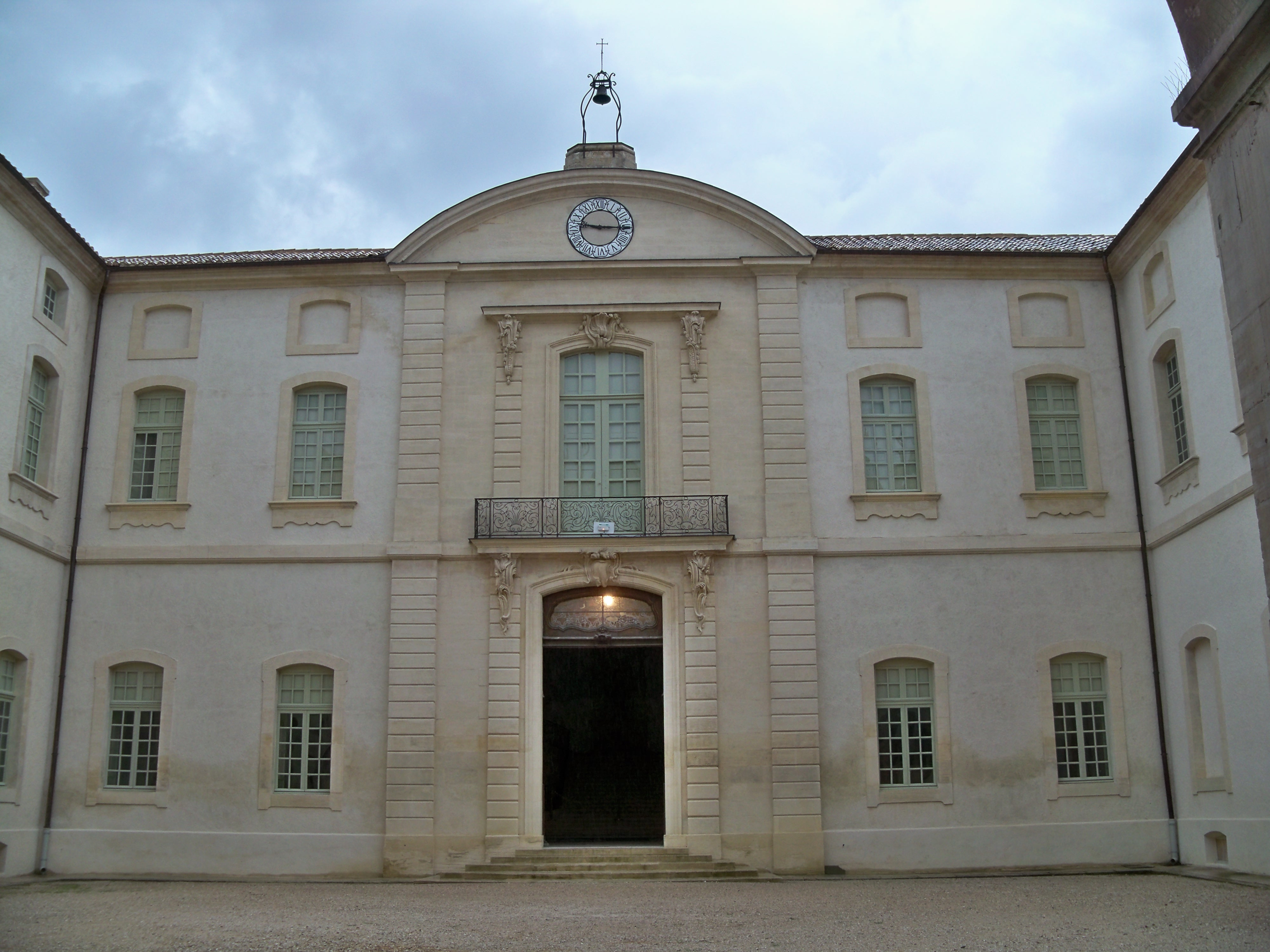
Eingang zur Ehrenhalle
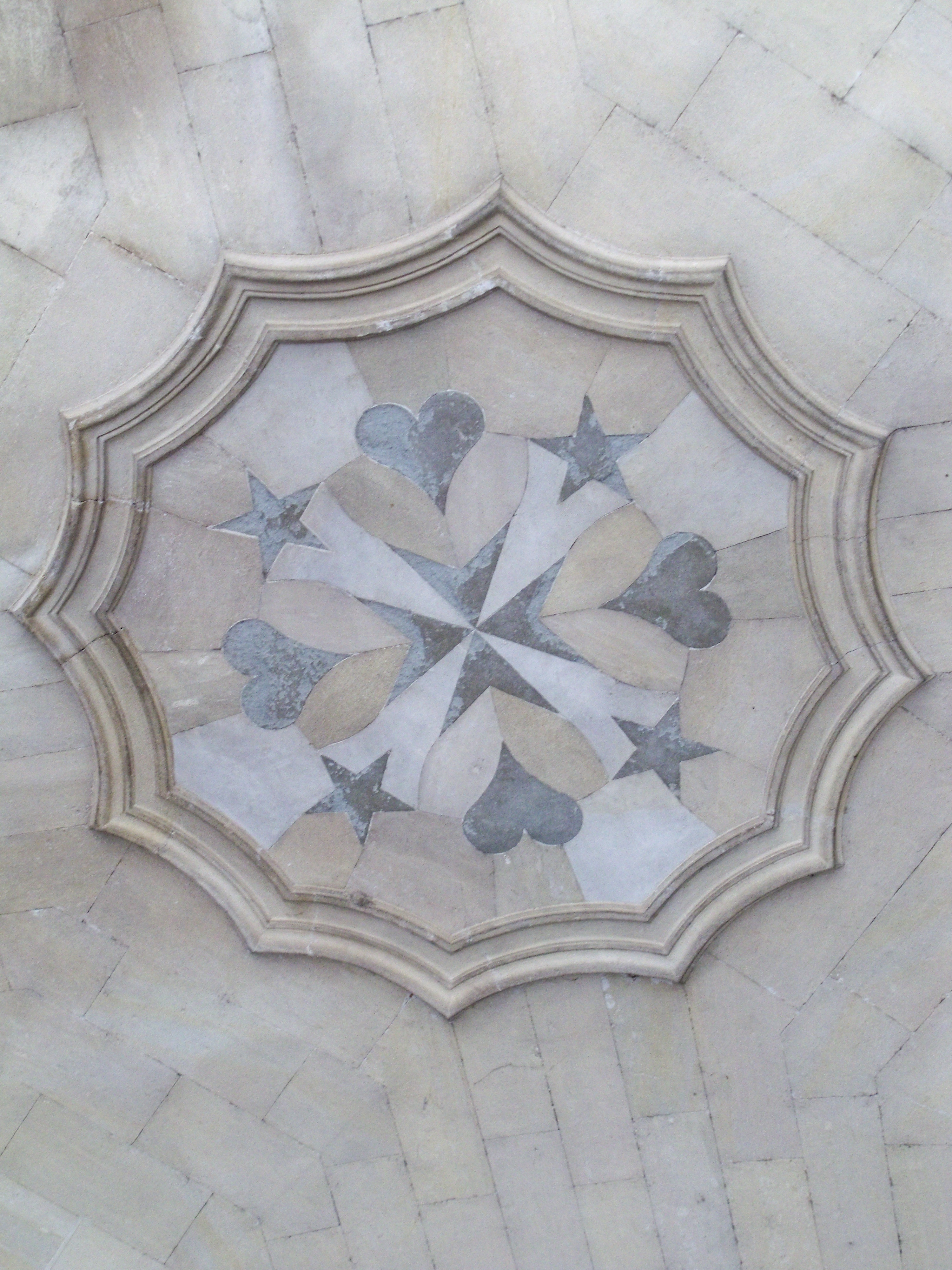
Marmorintarsien in der Decke der Vorhalle
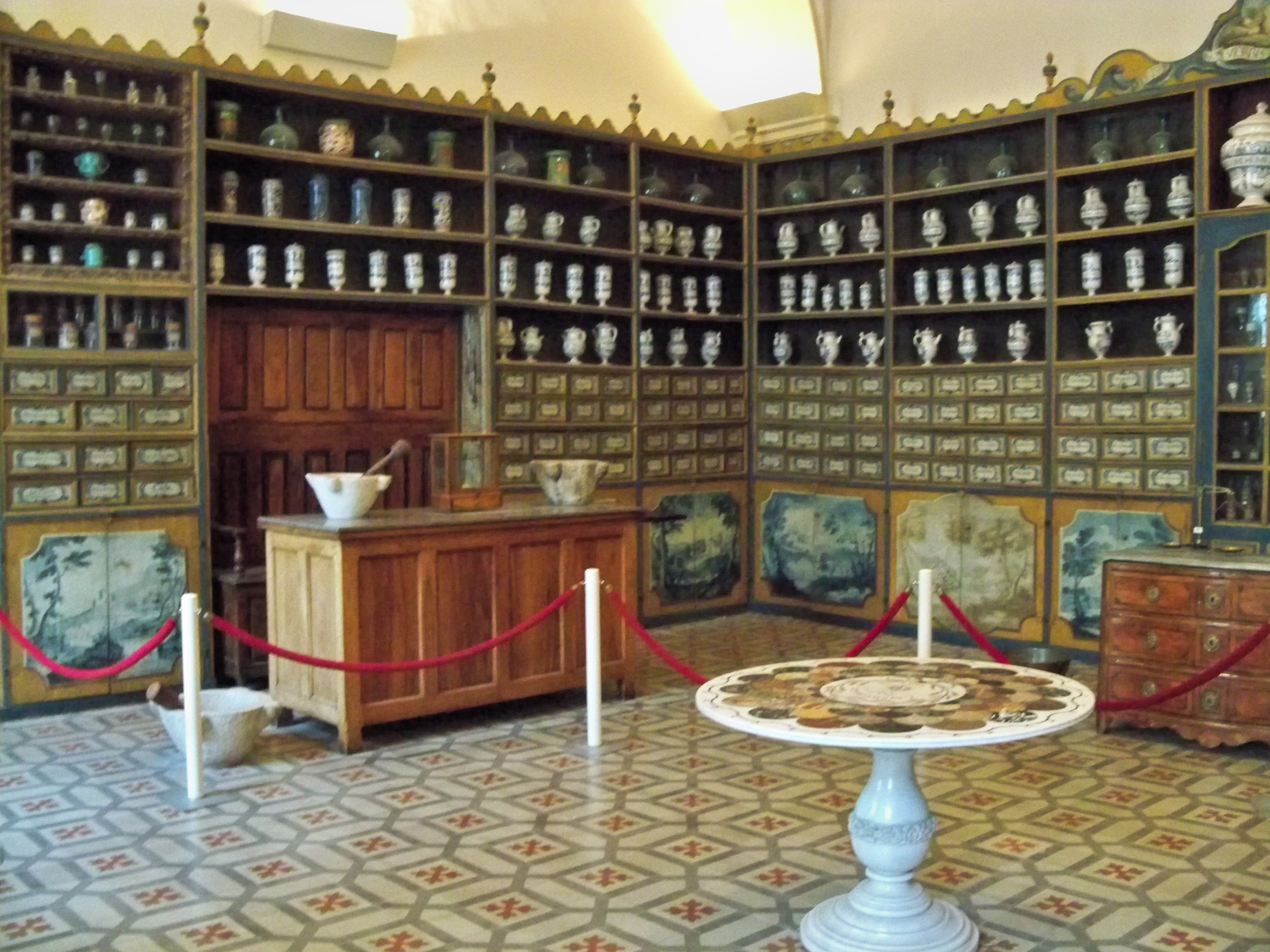
Apotheke

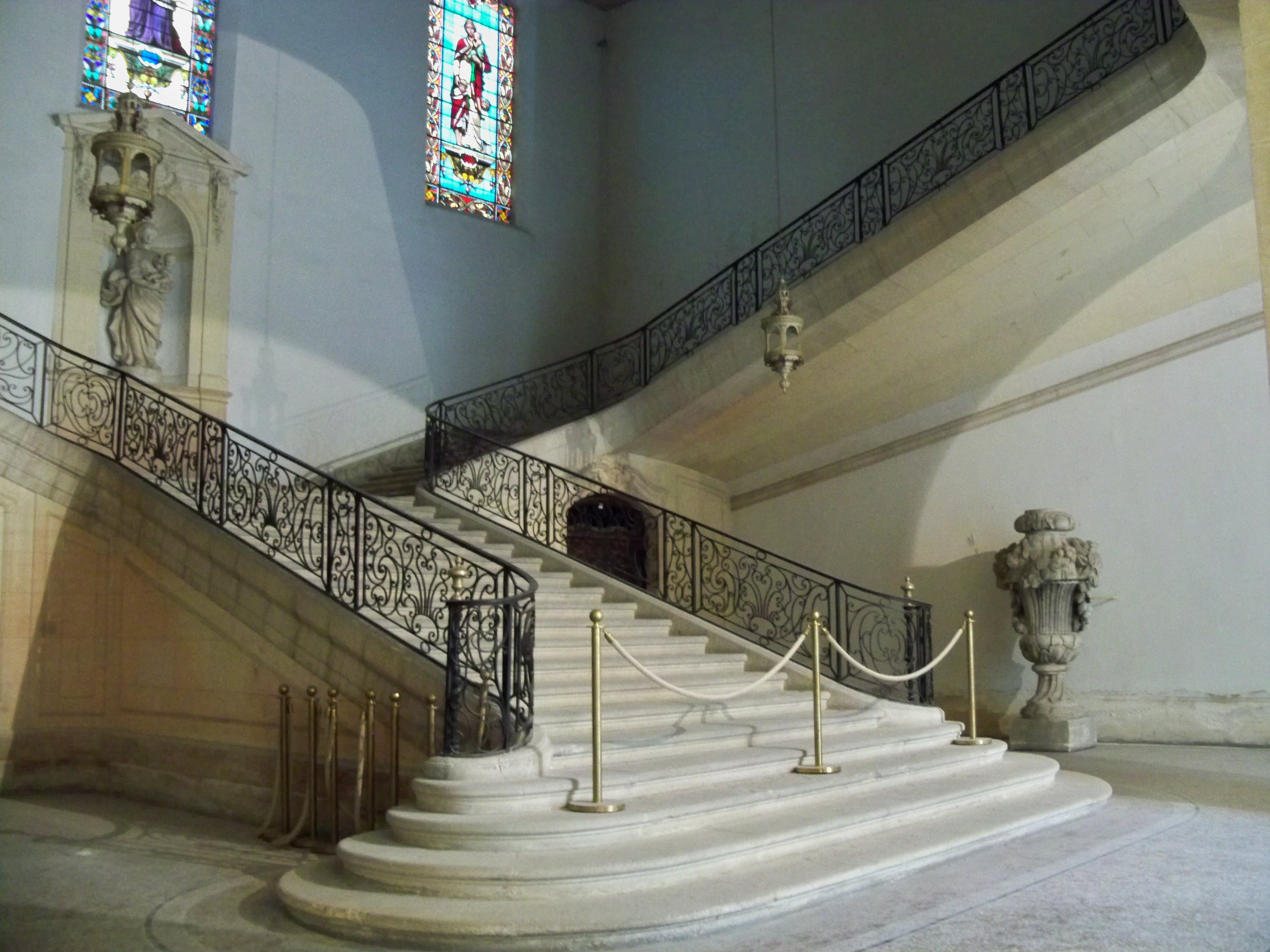
Große Treppe
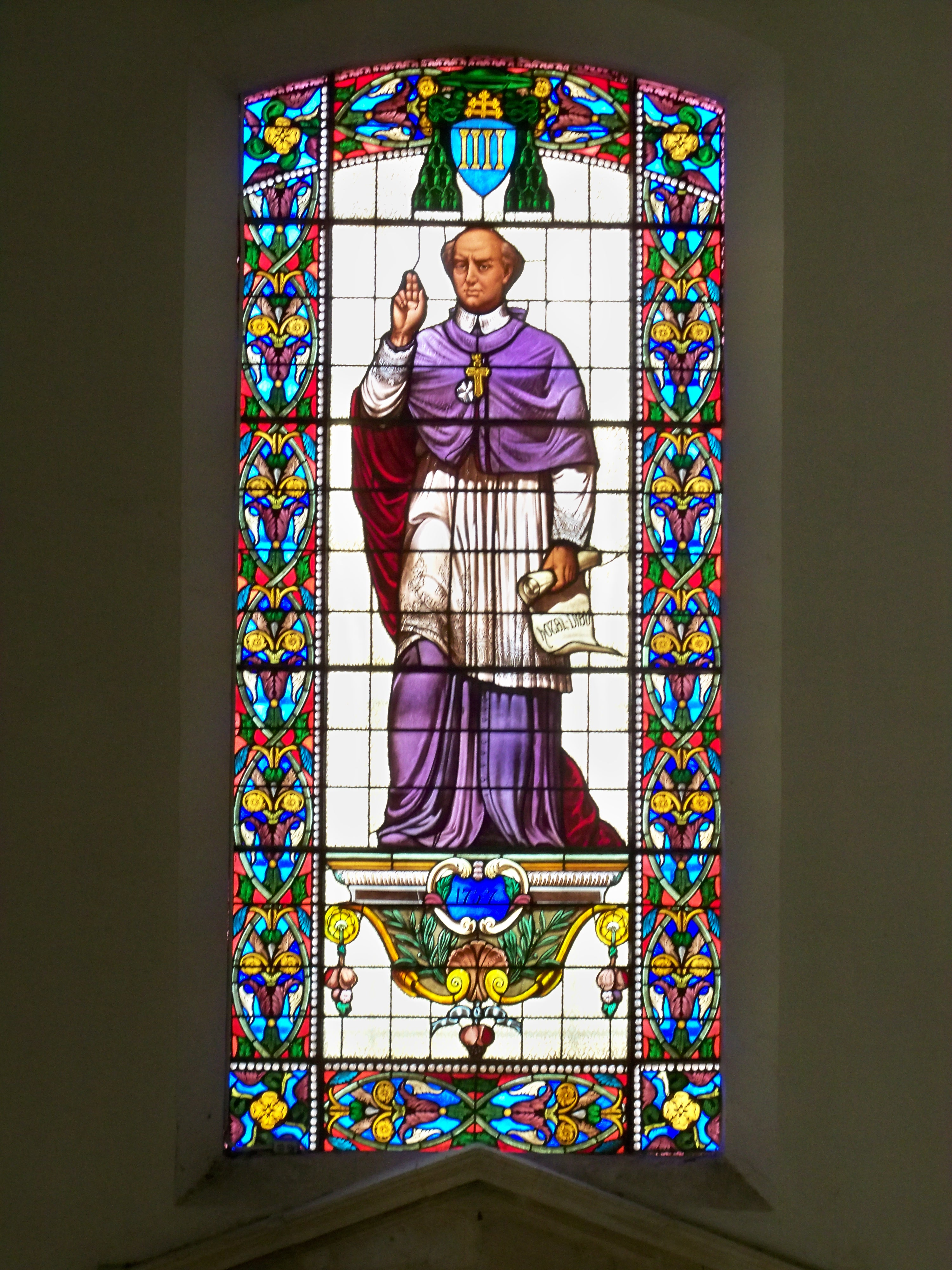
Glasfenster JD Inguimbert
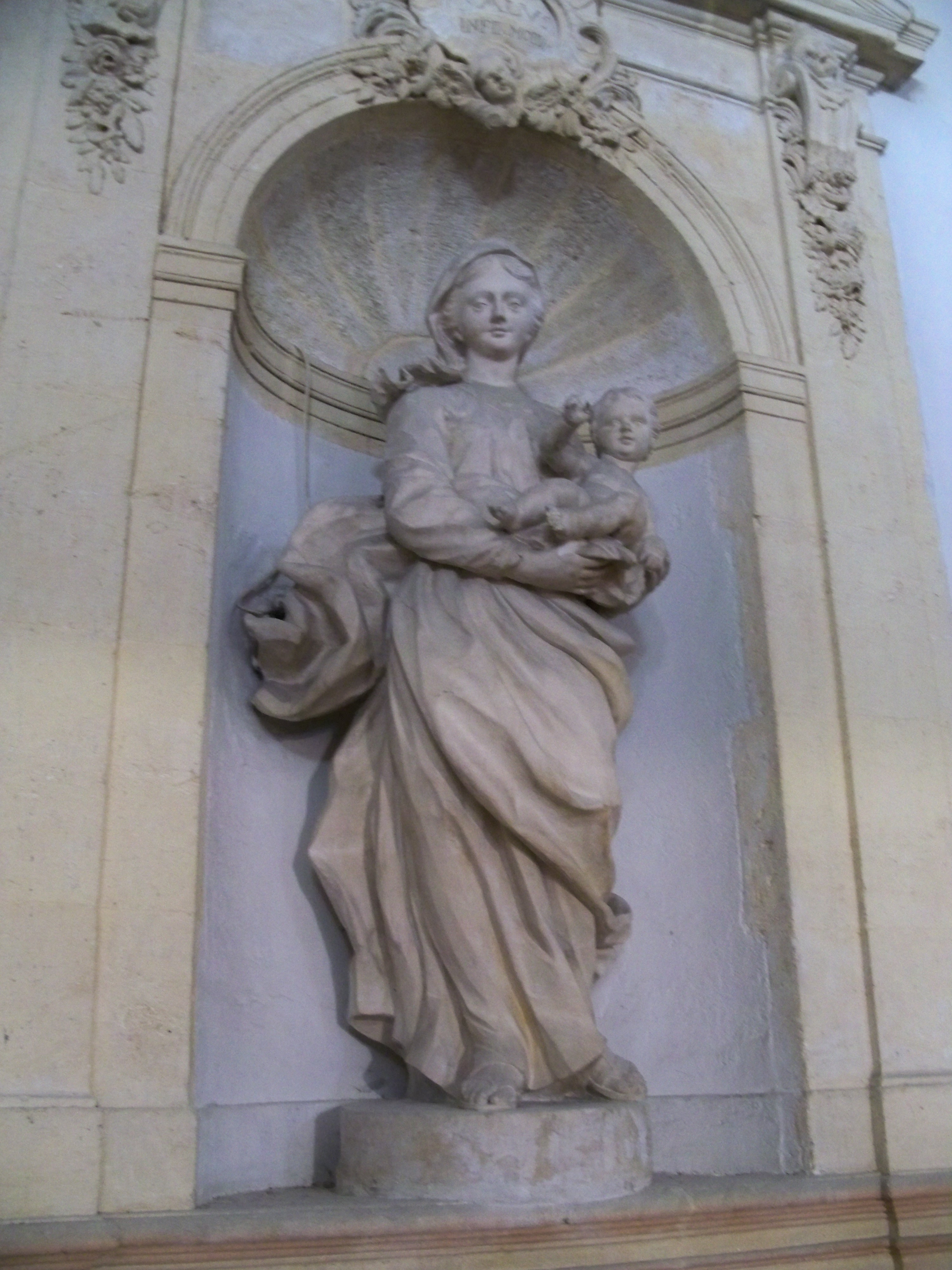
Jungfrau und Kind

## Nachweise
1. ↑  Eintrag Nr. PA00082006 in der Base Mérimée des französischen Kulturministeriums (französisch)
2. ↑  Maryvonne Mathieu: Carpentras autour de l'hôtel-Dieu. 2002, S. 56–57.